# Omdenozaur
Omdenozaur (Ohmdenosaurus liasicus) – mały, wczesny zauropod z rodziny wulkanodonów (Vulcanodontidae).
Żył w epoce wczesnej jury (ok. 189-176 mln lat temu) na terenach współczesnej Europy. Długość ciała ok. 4 m. Jego szczątki znaleziono w Niemczech (w Badenii-Wirtembergii).